# 杜邦分析法
杜邦分析法（英語：DuPont analysis）是一种分析企业财务状况的方法，得名于美国杜邦公司。杜邦公司于1920年代开起使用该方法，其发明人为该公司的唐纳森·布朗（Donaldson Brown)。
杜邦分析法将股東權益報酬率（英語：return on equity, ROE）分为三部分：淨利润率（英語：net profit margin)、總资产周转率（英語：total asset turnover)、與财务杠杆（英語：leverage)；其计算公式为：
股東權益報酬率 = (淨利 ÷ 營業收入) × (營業收入 ÷ 资产) × (資產 ÷ 股东权益)

杜邦分析法图示

另外，杜邦分析法还有一个展开式稱為五步杜邦分析法（英語：5-step DuPont analysis)，比起上述的三步杜邦分析法（英語：3-step DuPont analysis)，五步杜邦分析法将股本回报率分为五部分：租稅負擔（英語：tax burden)、利息負擔（英語：interest burden)、息前稅前盈餘率（英語：earnings before interest and taxes, EBIT, margin)、總资产周转率、與财务杠杆；其计算公式为：
{\displaystyle {\text{ROE}}={\frac {\text{Net Income}}{\text{Average Total Equity}}}={\frac {\text{Net Income}}{\text{Pretax Income}}}\times {\frac {\text{Pretax Income}}{\text{EBIT}}}\times {\frac {\text{EBIT}}{\text{Revenue}}}\times {\frac {\text{Revenue}}{\text{Average Total Assets}}}\times {\frac {\text{Average Total Assets}}{\text{Average Total Equity}}}}
其中：
- 淨收入（英語：net income)：指稅後淨收入
- 股東權益（英語：equity)：股東資金所構成的股本
- 稅前收入（英語：pretax income)：常於財報中寫為「稅前盈餘」(earnings before taxes, EBT）
- 息前稅前盈餘（英語：earnings before interest and taxes, EBIT）
- 營業收入（英語：revenue)：透過銷售產品服務所獲得的直接收入，常簡稱「營收」。
- 資產（英語：assets)：公司結合股東權益與借貸而來之資金，所取得及持有之有價品（包含現金與約當現金、有價證券、廠房機具、商譽等)。

## 分析
透過對股東權益報酬率的分解分析，投資者得以單獨關注財務業績的關鍵指標，並據此比較兩家類似公司的運營效率，而管理層亦可以使用杜邦分析法來確定其企業具備之優勢與劣勢；通過杜邦分析法，投資者和分析者可以深入探究是什麼推動了股東權益報酬率的變化並了解股本回報率的不同驅動因素；故此，投資者能夠確定哪些金融活動對股東權益報酬率的變化貢獻最大。
雖然杜邦分析對經理、分析者和投資者來說皆是一個非常有用的工具，但它並非沒有弱點；實際上，有鑒於杜邦分析法仍然依賴於可以操縱的會計方程式和數據，其依舊存在著局限性；杜邦分析法中的擴展性意味著它需要多個輸入，導致其結果高度依賴這些輸入的精確程度，退一步而言，即使用於計算的數據是可靠的，仍然存在其他潛在的問題，例如：季節性因素、行業性因素、甚至企業間會計準則實踐的異同等等，也都可能是導致結果的扭曲之重要原因。